# Öratjärnen (Skogs socken, Hälsingland, 678465-155104)
Öratjärnen är en sjö i Söderhamns kommun i Hälsingland och ingår i Ljusnans huvudavrinningsområde.